# Campeonato Mundial de Remo de 2002
O 25º Campeonato Mundial de Remo foi realizado entre os dias 15 e 22 de setembro de 2002, em Sevilla, na Espanha.

## Sumário de medalhas
| Evento:               | Ouro: | Tempo    | Prata: | Tempo   | Bronze: | Tempo   |
| Eventos para homens   | |          | |         | |         |
| M1x                   | Alemanha · Marcel Hacker | 6:36.33  | Eslovênia · Iztok Čop | 6:39.00 | Noruega · Olaf Tufte | 6:39.45 |
| M2x                   | Hungria · Akos Haller (b) · Tibor Peto (s) | 6:05.74  | Itália · Agostino Abbagnale (b) · Franco Berra (s) | 6:06.93 | Alemanha · André Willms (b) · Andreas Hajek (s) | 6:07.77 |
| M4x                   | Alemanha · Rene Bertram (b) · Stephan Volkert (2) · Marco Geisler (3) · Robert Sens (s) | 5:39.57  | Polónia · Adam Bronikowski (b) · Marek Kolbowicz (2) · Slawomir Kruszkowski (3) · Adam Korol (s) | 5:40.43 | Itália · Mattia Righetti (b) · Marco Ragazzi (2) · Rossano Galtarossa (3) · Simone Raineri (s) | 5:43.62 |
| M2+                   | Alemanha · Lars Krisch (b) · Andreas Werner (s) · Claus Müller-Gatermann (c) | 6:47.93  | Estados Unidos · Daniel Beery (b) · Dana Schmunk (s) · Joe Manion (c) | 6:50.60 | Austrália · Tom Laurich (b) · Rob Jahrling (s) · Michael Toon (c) | 6:53.77 |
| M2-                   | Reino Unido · James Cracknell (b) · Matthew Pinsent (s) | 6:14.27  | África do Sul · Ramon di Clemente (b) · Donovan Cech (s) | 6:15.60 | Croácia · Siniša Skelin (b) · Nikša Skelin (s) | 6:15.97 |
| M4+                   | Reino Unido · Tom Stallard (b) · Steve Trapmore (2) · Luka Grubor (3) · Kieran West (s) · Christian Cormack (c) | 6:06.70  | Alemanha · Arne Landgraf (b) · Martin Zobelt (2) · Jan Martin Broeer (3) · Klaus Rogge (s) · Stefan Lier (c)                                                                                             | 6:08.88 | Croácia · Igor Boraska (b) · Oliver Martinov (2) · Ivan Jukic (3) · Ninoslav Saraga (s) · Luka Travas (c)                                                                                                   | 6:10.54 |
| M4-                   | Alemanha · Sebastian Thormann (b) · Paul Dienstbach (2) · Philipp Stueer (3) · Bernd Heidicker (s) · | 5:41.35  | Reino Unido · Steve Williams (b) · Josh West (2) · Toby Garbett (3) · Rick Dunn (s) · | 5:41.60 | Itália · Niccolo Mornati (b) · Raffaello Leonardo (2) · Lorenzo Carboncini (3) · Carlo Mornati (s) · | 5:44.12 |
| M8+                   | Canadá · Matt Swick (b) · Kevin Light (2) · Ben Rutledge (3) · Kyle Hamilton (4) · Joe Stankevicius (5) · Andrew Hoskins (6) · Adam Kreek (7) · Jeff Powell (s) · Brian Price (c)                                  | 5:26.92  | Alemanha · Sebastian Schulte (b) · Thorsten Engelmann (2) · Jörg Diessner (3) · Stephan Koltzk (4) · Johannes Dobershütz (5) · Enrico Schnabel (6) · Ulf Siems (7) · Michael Ruhe (s) · Peter Thiede (c) | 5:28.16 | Estados Unidos · Ryan Torgerson (b) · Garrett Klugh (2) · Joseph Hansen (3) · Wolfgang Moser (4) · Michael Wherley (5) · Eric Müller (6) · Bryan Volpenhein (7) · Jonathan Watling (s) · Pete Cipollone (c) | 5:29.27 |
| LM1x                  | Irlanda · Sam Lynch | 6:49.86  | Itália · Stefano Basalini | 6:51.29 | Estados Unidos · Steve Tucker | 6:52.94 |
| LM2x                  | Itália · Elia Luini (b) · Leonardo Pettinari (s) | 6:10.80  | Polónia · Tomasz Kucharski (b) · Robert Sycz (s) | 6:13.50 | Dinamarca · Mads Rasmussen (b) · Rasmus Quist (s) | 6:14.82 |
| LM4x                  | Itália · Emanuele Federici (b), · Daniele Gilardoni (2) · Luca Moncada (3) · Filippo Mannucci (s) | 5:51.89  | Espanha · Jose A. Martin Martin (b) · Juan Luis Aguierre Barco (2) · Carlos Loriente Perez (3) · Alberto Dominguez Lorenzo (s)                                                                           | 5:54.23 | Países Baixos · Wolter Blankert (b) · Koos de Loos (2) · Dylan van der Linde (3) · Marten Bosma (s) | 5:54.59 |
| LM2-                  | Chile · Christian Yantani Garces (b) · Miguel Cerda Silva (s) | 6:29.97  | Itália · Carlo Gaddi (b) · Franco Sancassani (s) | 6:31.94 | Reino Unido · Ned Kittoe (b) · Nick English (s) | 6:34.40 |
| LM4-                  | Dinamarca · Thor Kristensen (b) · Thomas Ebert (2) · Stephan Moelvig (3) · Eskild Ebbesen (s) | 5Z:47.21 | Itália · Lorenzo Bertini (b) · Catello Amarante (2) · Salvatore Amitrano (3) · Bruno Mascarenhas (s) | 5:49.41 | Canadá · Douglas Vandor (b) · Iain Brambell (2) · Jonathan Mandick (3) · Gavin Hassett (s) | 5:50.55 |
| LM8+                  | Itália · Luigi Scala (b) · Alessandro Lodigiani (2) · Giuseppe Del Gaudio (3) · Nicola Moriconi (4) · Marco Paniccia (5) · Carlo Grande (6) · Stefano Fraquelli (7) · Bruno Pasqualini (s) · Vincenzi Di Palma (c) | 5:35.05  | Alemanha · Martin Raeder (b) · Lars Achtruth (2) · Martin Fauck (3) · Joachim Drews (4) · Marcus Puetz (5) · Matthias Hobein (6) · Sven Johannesmeier (7) · Christian Dahlke (s) · Jörg Dederding (c)    | 5:36.61 | Estados Unidos · Gavin Blackmore (b) · Eric Feins (2) · Josh Cashman (3) · Andrew Liverman (4) · Erik Miller (5) · Jon Douglas (6) · Thomas Paradiso (7) · Matthew Smith (s) · Bill McManus (c)             | 5:38.21 |
| Eventos para mulheres | |          | |         | |         |
| W1x                   | Bulgária · Rumyana Neykova | 7:07.71  | Bielorrússia · Ekaterina Karsten-Khodotovitch | 7:11.74 | Alemanha · Katrin Rutschow | 7:17.07 |
| W2x                   | Nova Zelândia · Georgina Evers-Swindell (b) · Caroline Evers-Swindell | 6:38.78  | Rússia · Larisa Merk (b) · Irina Fedotova (s) | 6:41.06 | Itália · Elisabetta Sancassani (b) · Gabriella Bascelli (s) | 6:41.65 |
| W4x                   | Alemanha · Peggy Waleska (b) · Marita Scholz (2) · Manuela Lutze (3) · Kerstin El Qalqili-Kowalski (s) | 6:15.66  | Dinamarca · Astrid Jespersen (b) · sarah Lauritzen (2) · Dorthe Pedersen (3) · Majbrit Nielsen (s) | 6:16.84 | Bielorrússia · I. Jansen-Zakhareuskaya (b) · Volha Berazniova (2) · Ekaterina Karsten-Khodotovitch (3) · Maryia Varona (s)                                                                                  | 6:18.12 |
| W2-                   | Roménia · Georgeta Damian-Andrunache (b) · Viorica Susanu (s) | 6:53.80  | Canadá · Jacqui Cook (b) · Karen Clark (s) | 6:57.08 | Bielorrússia · Yuliya Bichyk (b) · Natallia Helakh (s) | 6:59.21 |
| W4-                   | Austrália · Kristina Larsen (b) · Jodi Winter (2) · Rebecca Sattin (3) · Victoria Roberts (s) | 6:26.11  | Canadá · Roslin McLeod (b) · Rachelle de Jong (2) · Darcy Marquardt (3) · Paulina Van Roessel (s) | 6:28.32 | China · Guifeng Zhao (b) · Cuiping Yang (2) · Huanling Cong (3) · Xueling Feng (s) | 6:31.28 |
| W8+                   | Estados Unidos · Kate Johnson (b) · Dana Peirce (2) · Caryn Davies (3) · Maite Urtasun (4) · Bernadette Marten (5) · Alison Cox (6) · Anna Cummins (7) · Kate Mackenzie (s) · Mary Whipple (c)                     | 6:04.25  | Austrália · Jodi Winter (b) · Jo Lutz (2) · Julia Wilson (3) · Jane Robinson (4) · Rachael Taylor (5) · Rebecca Sattin (6) · Victoria Roberts (7) · Kristina Larsen (s) · Carly Bilson (c)               | 6:05.10 | Alemanha · Anja Pyritz (b) · Maja Tucholke (2) · Britta Holthaus (3) · Dana Pyritz (4) · Nicole Zimmermann (5) · Susanne Schmidt (6) · Lenka Wech (7) · Silke Günther (s) · Annina Ruppel (c)               | 6:05.19 |
| LW1x                  | Bulgária · Viktoriya Dimitrova | 7:28.89  | Estados Unidos · Lisa Schlenker | 7:30.56 | Espanha · Teresa Mas De Xaxars | 7:31.21 |
| LW2x                  | Austrália · Sally Causby (b) · Amber Halliday (s) | 6:52.84  | Alemanha · Janet Radünzel (b) · Claudia Blasberg (s) | 6:53.56 | Reino Unido · Helen Casey (b) · Tracy Langlands (s) | 6:55.28 |
| LW4x                  | Austrália · Zita van de Walle (b) · Marguerite Houston (2) · Miranda Bennett (3) · Hannah Every-Hall (s) | 6:29.55  | Países Baixos · Mariel Pikkemaat (b) · Mirjam ter Beek (2) · Judith van Os (3) · Maud Klinkers (s) | 6:30.01 | Estados Unidos · Anne Finke (b) · Abigail Cromwell (2) · Michelle Borkhuis (3) · Wendy Tripician (s) | 6:32.48 |
| LW2-                  | Reino Unido · Naomi Ashcroft (b) · Leonie Barron (s) | 7:29.91  | Chile · Paola Rodriguez Gallardo (b) · Carolina Godoy Alarcon (s) | 7:41.21 | Espanha · Maria Almuedo Castillo(b) · Beatriz Casanueva (s) | 7:47.26 |

## Tabela de medalhas
| Posição | País           | Medalha de ouro | Medalha de prata | Medalha de bronze | Total |
| ------- | -------------- | --------------- | ---------------- | ----------------- | ----- |
| 1       | Alemanha       | 5               | 4                | 3                 | 12    |
| 2       | Itália         | 3               | 4                | 4                 | 10    |
| 3       | Reino Unido    | 3               | 1                | 2                 | 6     |
| 4       | Austrália      | 3               | 1                | 1                 | 5     |
| 5       | Bulgária       | 2               | 0                | 0                 | 2     |
| 6       | Estados Unidos | 1               | 2                | 4                 | 7     |
| 7       | Canadá         | 1               | 2                | 1                 | 4     |
| 8       | Dinamarca      | 1               | 1                | 1                 | 3     |
| 9       | Chile          | 1               | 1                | 0                 | 2     |
| 10      | Hungria        | 1               | 0                | 0                 | 1     |
| 10      | Irlanda        | 1               | 0                | 0                 | 1     |
| 10      | Nova Zelândia  | 1               | 0                | 0                 | 1     |
| 10      | Roménia        | 1               | 0                | 0                 | 1     |
| 14      | Polónia        | 0               | 2                | 0                 | 2     |
| 15      | Bielorrússia   | 0               | 1                | 2                 | 3     |
| 15      | Espanha        | 0               | 1                | 2                 | 3     |
| 17      | Países Baixos  | 0               | 1                | 1                 | 2     |
| 18      | África do Sul  | 0               | 1                | 0                 | 1     |
| 18      | Rússia         | 0               | 1                | 0                 | 1     |
| 18      | Eslovênia      | 0               | 1                | 0                 | 1     |
| 20      | Croácia        | 0               | 0                | 2                 | 2     |
| 22      | China          | 0               | 0                | 1                 | 1     |
| 22      | Noruega        | 0               | 0                | 1                 | 1     |
| Total   | Total          | 24              | 24               | 24                | 72    |